# Джордан Рудес
Джордан Чарлз Рудес (на английски: Jordan Charles Rudess) е американски музикант, пианист и кийбордист на групата Dream Theater и страничния проект на част от музикантите ѝ Liquid Tension Experiment. Роден е в еврейско семейство. От малък проявява интерес и дарба в областта на музиката. На 9-годишна възраст започва да учи в престижното музикално училище Juilliard. Присъединява се към групата през 1997 г.